# 突撃!パッパラ隊の登場人物
突撃!パッパラ隊の登場人物 （とつげきパッパラたいのとうじょうじんぶつ）では、松沢夏樹の漫画作品である『突撃!パッパラ隊』および続編の『逆襲!パッパラ隊』に登場する人物の一覧について記述する。

## 突撃!パッパラ隊
声優は、「声 - アニメ / ドラマCD」の順に表記。

### 地獄の最強部隊 パッパラ隊
「第1部」から登場。スットン共和国陸軍に属する「地獄の最強部隊」。だが、その実体は単なるお騒がせ集団である。
水島一純（みずしま いずみ）声 - 伊藤健太郎 / 神奈延年
主人公。中尉。初登場：OPERATION：1（1話）
幼少の頃より最強の軍人（戦士の星）となるべく育てられ、戦車を体で受け止めるなど、人間離れした身体能力を持ち、「死神」の異名を持つが、あらゆる意味で人間離れした人材が揃うパッパラ隊では正義感が強く真面目な性格なのもあってか、唯一の常識人＆ツッコミ。なまじ丈夫なためランコ・とびかげの2人に唯一「ツブされない」存在として、本人の意思とは関係なくチームを組まされている。
江口の策略により一時期、女性意識が高くなってしまい、女装趣味に目覚めそうになった。最終的には暴走したランコを止めるために、ランコと結婚して6人の子供をもうけることとなる。
お化けや怪談の類が極度に苦手。「いずみ」という女性的な名前にコンプレックスを持っており、「いずみちゃん」と呼ばれると激怒する（女装時には「いずみちゃん」を名乗る）。12月24日生まれの山羊座。好物はチェリーパイ。
後光院ランコ（ごこういん ランコ）声 - 松井菜桜子 / 林原めぐみ
少尉。初登場：OPERATION：1（1話）
本名は後光院・アリスン・ブランディ・メルセデス・ローズマリー・フォン・ランコ。であり、スットン共和国の「黒幕」の娘（すなわち超お嬢様）。
もう一人の主人公でヒロイン。本来は戦いと無縁な存在のはずが、「面白そうだから」とパッパラ隊に入隊。可愛い顔をしているが“とにかくブッ飛んだ”性格で、実は、パッパラ隊が「死に最も近い」と言われるのは、彼女の過激すぎる「隊員イジリ」のためである。男前な水島に惚れ、勝手に恋人認定をして過激なアプローチを仕掛けている。
一度だけ「しっとレディ・スーパー」になったこともある。第18巻では水島への誤解から「時空破壊爆弾」を使用して地球を破壊した。しかしランコを追ってきた水島によってお仕置きされた後、水島との結婚式を挙げる。
8月8日生まれ。コロッケと杏仁豆腐が好物。
牧野マイ（まきの マイ）声 - 菊地祥子 / 久川綾
軍医兼カウンセラー。初登場：OPERATION：4（4話）
かなり天然ボケが強いものの、パッパラ隊唯一ともいえるまともな人物。一見して隊では浮いているように見えるのだが、人体模型やホルマリンに癒やしを感じていたり、母親・牧野レイ譲りの人間離れした医療技術（?）を持っていたり、実は不死身だったりと、なかなかのクセモノだったりする。ただし、一度錯乱するとキャラが変わる。序盤から中盤にかけて水島に恋している描写があった。
第18巻でランコを止めるために水島や桜花、とびかげ達と共に時空を転々した時に約50年前まで辿り着き、そこで桜花、菊花、梅花らを造った芹沢博士と出会い恋に陥る。その後、過去へ残り芹沢博士と結ばれる。そのため、実は水島の祖母でもある。
11月24日生まれ。好物はオムライス、シュークリーム。
桜花（おうか）声 - 佐藤裕美 / かないみか
初登場：OPERATION：25（28話）
旧大戦時代に芹沢英二博士が、自分の死んだ妹に似せて開発した最終決戦用ロボット。結局使われずじまいで封印されてしまい、パッパラ隊基地において発掘され、生みの親・芹沢英二博士に顔が瓜二つの水島を「博士」と呼び、慕っている。当初は思考が旧大戦時のままだったため、外来語を使った人物を攻撃していたが、水島の手で後半にはおさまっていた。49年前の7月1日完成。
とびかげ声 - 上田恭司 / 安西正弘
初登場：OPERATION：1（1話）
『突撃!』と『逆襲!』で登場する、年齢不明、階級不明、性別不明、素性不明、そもそも生物学的構造さえ全く謎のメチャクチャ忍者。この作品の象徴とも言える最強のキャラである。「かげ」と書かれた仮面を着けているが、その素顔（中身）は知られたくないものらしく、二重三重の防御策を敷いている（アニメ版ではなぜか字が書かれておらず、バイザー状になっているが、素顔が見えないという点では一緒である）。唯一判明しているのは、好物が力うどんであること、食後の梅昆布茶をこよなく愛すること、給料はかつおぶし3本、ボーナスは棒付きの茄子であることだけである。連載初期はまともな体をしていたのに、中盤以降はダルマ同然の体系となってしまった。
轟天号（ごうてんごう）声 - 石川和之 / 園部啓一
初登場：OPERATION：3（3話）
とびかげに仕える忍犬。とびかげと融合して「魔神X」に変化したりと、飼い主に似てデタラメな犬。8月15日生まれ。好物は柿。
白鳥沢愛（しらとりざわ あい）声 - 大塚周夫 / 玄田哲章
初登場：OPERATION：1（1話）
パッパラ隊隊長。大佐。筋骨隆々の身体にハゲ・グラサンと、とてつもなくゴツい人物で、実際戦闘力は異常に高いのだが、少女漫画が大好きという、意外というか気持ち悪い一面を持つ。読むだけでなく自分でも描いており、作中でも何度か雑誌に持ち込みして（そしてその編集部をメチャクチャにして）いた。第2巻ではターミネーターのキャラをかぶせていた。学生時代は貧弱少年だったが、ある理由から山ごもりをし肉体改造をし、取り返しの付かない体になった。しかし、男気のある一面も持っている。9月11日生まれの乙女座。
宮本幸弘（みやもと ゆきひろ）声 - 古田信幸 / 二又一成
初登場：OPERATION：2（2話）
伍長。当初は比較的真面目な軍人だったのだが、なぜか突然ダメ人間化した。水島の無自覚なモテ振りに何かが外れてしまい、「しっとマスク」を名乗り全世界のアベックに対する過剰かつ過激な嫌がらせを開始。後に一種のテロ組織「しっと団」を組織し、パッパラ隊の前に立ちはだかる。9月19日生まれの乙女座。
杉野晋介（すぎの しんすけ）声 - 清水厚男
初登場：OPERATION：7（7話）
パッパラ隊の工兵。地雷などを取り外すのを得意としている。
同性愛者な節があり、最終回では宮本と結ばれる。さらに愛の奇跡で子供までもうける。
安藤みつる（あんどう みつる）
初登場：OPERATION：80（86話）
『第2部』から登場。「どきメモ（どきどきメモリアル）」（ときめきメモリアルのパロディー）にハマっており、どきメモのキャラを政府広報に使われただけで仲間と共に軍事クーデターを起こすほどである。どきメモへの愛情により、「どきメモ仮面」へと変身するが、わずか1分27秒で元に戻ってしまう。魔王ハリーに操られ、「どきメモ仮面2」に変身して、スットン共和国中のどきメモ2を奪ったこともある。どきメモのCD-ROMに熱烈なアプローチを繰り返しているらしく、最終話ではどきメモのCD-ROMと結婚をした。さらに愛の奇跡で、GD-ROMの子供までもうける。二人目はDVD-ROMである。
松沢の次作品「爆裂機甲天使クロスレンジャー」でも名前のみながら台詞が登場。

### 軍事帝国シュバルツ・ラント
『第2部』から登場。スットン共和国の「東西戦争」が終わった直後、突然頭角を現した軍事国家。世界最高の科学力を持ち、瞬く間に全世界の95%（スットン共和国以外の全域）を制圧した。
ミラルカ・ボーダー声 - 吉田小百合
初登場：OPERATION：39（45話）
シュバルツ・ラントの陛下。王位を継ぐのをめんどくさがってフラフラ遊んでばかりいた「フーテン娘」であったが、たまたま出会った水島に一目惚れし、「戦っている水島が素敵だから」というそれだけの理由で世界征服を開始し、マーテルをいつも無視して水島を追いまくる。ちなみに世界征服自体にはまるで興味はない。ランコや恐怖の女王を「お姉様」と呼び慕っている。ランコは水島の次に好き。
最終的には水島とランコの幸せを祈りつつ手を引き、生涯独身を貫き、「ヴァージンクイーン」と呼ばれるようになった。
フォン・マーテル声 - 山口勝平
初登場：OPERATION：39（45話）
本名はリヒテンラーテ＝フォン＝マーテルで、通称はマーテル。シュバルツ・ラント戦闘家老。ミラルカの護衛隊長（お守り役）も兼ねる。豪邸に住んでいるが、給料袋を落としただけで貧乏になり造花の花作りをする惨めなクリスマスを過ごすなど良くわからない財政である。「フーテン娘」のミラルカに毎度毎度手を焼かされているが、実際はミラルカに好意を寄せている。しかし、ミラルカが敵である水島にゾッコンになってしまったことで、「しっとマスク2号」として、変態ロードを驀進（ばくしん）することとなった。当初は凄く貧弱だったが、しっと団に鍛えられて今では人間離れした身体能力を身につけつつある。
2回も女になったことも。しっとマスク2号の姿でパッパラ隊の変態達（しっとマスクとしっと団）を倒し、桃花を救ったことがある。
最終的にはミラルカの犬として生涯仕えた。
シルヴィー声 - 水野潤子
初登場：OPERATION：62（68話）
本名はシルヴァーナ＝ダーゼンシュタイン。マーテルが個人的に味方につけた“天才可学者（「不可能を可能にする科学者」）”。メカ娘系桜花シリーズ2機（桃花と蓮花）を開発した人である。
謎の黒服の男達に狙われており、その挙動から“宇宙人”ではないかと推測されるが定かではない。最終話では幼馴染のプロフェッサー＝ワットと一緒に暮しているようだ。
桃花（とうか）
初登場：OPERATION：64（70話）の終わり
シルヴィーが造った桜花シリーズ4番機で天然ボケのメカ娘。メカ娘ではあるが、身体は有機物質で構成されており、普通の人間と変わらない。ご飯を食べればトイレにも行く（このため、食べなければ普通の女の子並みの力しか出せない）のである。ちなみにかなりのナイスバディの持ち主。格好はアンナミラーズのメイドに似ている。好きな人物はマーテルとしっとマスク2号。
必殺技は「爆熱バーニングフィンガー」。
『第3部』では杏花との激しい死闘の末に和解。彼女のお嫁さんとなった。
蓮花（れんか）
初登場：OPERATION：64（70話）の終わり
シルヴィーが造った桜花シリーズ5番機のメカ娘。桃花と同じ、有機体で出来ており、外見は完全なロリで、身長も小学生ほどしかなく、“パッパラ隊始まって以来初のロリのサブキャラ”となった。格好はエプロンドレス風のメイドの格好をしている。必殺技は背中に背負った「蓮花ハイパーキャノン」最大出力の威力はパッパラ隊基地を一瞬でクレーターと化す史上最強の破壊力を持っている（基本的にギャグマンガなのでこれ以上の破壊も日常的に行われている）。基本的に一日一発しか撃てないが、威力をセーブすれば連射も可能。広げると飛行することもでき、一瞬で衛星軌道上まで上ることもできる。邪魔な時は取り外すことも可能。しかし、ハイパーキャノンのエネルギーを使い切ると、普通の女の子並の力しか出せなくなる弱点も持っている。
その時に運悪くしっと団の「しっと裁判」を目撃したため拉致され「しっとベイビー」と名づけられそうになったこともある。ちなみにその時におもらしをしてしまい、人生最大の屈辱を味わわされることになった（その後エネルギーを回復させた蓮花にしっと団は消滅させられた）。『第3部』では、薔薇花と結婚した。
X-ハト（エックスハト）声 - 野沢雅子
初登場：OPERATION：41（47話）。元々はシュバルツ・ラントの通信システムが麻痺した際、「伝書鳩」として使われた物だが、実は最新の科学で作られたミュータントハトのため、人間並みの頭脳を持ち、スパイとしては人間より有能。マーテルに対し、密かに集めてきたミラルカの情報をネタに毎回ナメた態度をとる。マーテルを利用しているように見えるが、実は全てミラルカの命令で動いており、水島とマーテルの戦いをビデオに収めている。
最終話では「Y-ハト」と結婚し、「Z-ハト」という子供をもうける。

### しっとマスクズ
『第2部』からの登場。
しっとマスク声 - 古田信幸
初登場：OPERATION：40（46話）
パッパラ隊宮本幸弘のもう一つの姿（詳しくは、上記の宮本幸弘を）。
覆面レスラーのような姿をしており、「ちゃんぴお〜ん」と書かれたベルトを着けている。出番はそれほど多くないが、バレンタインデーやクリスマスに出現するたびに「アベック狩り」と称してテロリストも裸足で逃げ出すような暴動を巻き起こす。同士であるモテない男達を束ね「しっと団」なる集団を結成し、活動の際は共に行動する。嫉妬のエネルギーが増すとマスクから炎が噴き出しスーパーモードとなり凄まじい戦闘能力を発揮するが、大半は水島に一蹴されておしまいになる。
続編『逆襲!パッパラ隊』においても登場。フヌケてしまった現在のパッパラ隊のブスメンの願い答えて天国（どう見ても地獄）から復活する。生前の宮本幸弘とは年齢を除いた生年月日、血液型、出身国、身長などのプロフィールが一致していないが真相は謎である。百年前まだ帝国が国民から代表選出していた時代に首相になるが、大暴走した挙句帝国を混乱させてしまった結果、皇帝の確固した権威が確立された。
同作者の『ゆーどうぶ。〜怪異は淑女のたしなみです〜』第6話では都市伝説となっており、それを元にした「ラットマスク」という同様の行動をする悪霊を退治するために友情出演した。
現在でもバレンタインやクリスマスなどのイベントごとに作者のTwitterにて彼としっと団の新作イラストが公開されている。
しっとマスク2号声 - 山口勝平
初登場：OPERATION：48（54話）
シュバルツラント戦闘家老マーテルのもう一つの姿（詳しくは、上記のマーテルを）。パワーだけならば1号すら上回るものの、本体がマーテルの貧弱ボディであるため体が付いていかずに自滅するのが大半。
しっとの父
初登場：OPERATION：48（54話）
宇宙のどこかにある「しっとの星」に住むしっとの父。しっとの強い人間を探知することができ、探知するとその場へ飛んでいってしっとマスクに勧誘する。

### その他の登場人物
『第1部』から『第3部』と『第18巻』に登場した人物。
江口夏海（えぐち なつみ）声 - 水谷優子
初登場：OPERATION：11（12話） / 登場回数：26回
大尉、共和国精鋭部隊「SAS」隊長。若干歪んだレズ趣味があるらしく、事あるごとに水島を女装（いずみちゃん）させようとする。最初はまともな性格だった。自称7つの超能力を持つが、劇中ではテレポートと手の平から光を出す以外の能力は登場しなかった。
最終話では、フィーリングがばっちり合ったヨシツネと結ばれている。原作ではさほど出番がなかったがアニメ版では、メインキャラとして登場。
恐怖の女王
初登場：OPERATION：109（112話） / 登場回数：11回
シュバルツ・ラントが全世界を征服した後に、突如「予言」に従い「恐怖の軍団」を率いて襲来した。当然キワモノだが意外と平和主義で、部下が大量虐殺兵器を使おうとすると気絶してしまう。
実はランコの母であり、ほんのおちゃっぴいから世界に宣戦布告していた。その気まぐれな性格は、娘とそっくりである。
芹沢英二（せりさわ えいじ）
初登場：OPERATION：140（143話） / 登場回数：2回。『第18巻』に登場する。『第1部』では写真にうつっている。
旧軍の科学者で、鋼鉄ロボット系桜花シリーズ3機を開発した人である。すでに故人。
桜花曰く水島と外見が似ているらしいが、実は水島の祖父であり、敗戦後に逃亡するために姓を変えて外国で暮らしていた。時空を越えてきたマイと結ばれている。
梅花（ばいか）
初登場：OPERATION：37（43話） / 登場回数：13回
芹沢英二博士が開発した桜花シリーズ2番機。高機動型。桜花と違いレスキュー用らしく、外来語を使った人を攻撃する習性はない。性格は真面目。なお、梅花と菊花は初登場時の出来事を切っ掛けに、スットン共和国の消防隊（通称「め組」）に所属しているため、パッパラ隊ではない。
菊花（きっか）
初登場：OPERATION：37（43話） / 登場回数：13回
芹沢英二博士が開発した桜花シリーズ3番機。重装甲型。ゴツイ見た目とは裏腹に、「梅花が居なければ何も出来ない」らしい。
プロフェッサー＝ワット
初登場：OPERATION：116（119話） / 登場回数：15回。『第3部』と『第18巻』に登場する。
恐怖の大王の手下。メカ娘系桜花シリーズ3機（杏花、桂花と薔薇花）を開発した人である。
シルヴィーの幼馴染で、シルヴィーに好意を抱いていたが、シルヴィーが去っていく時に頭に豆電球を埋め込まれ、さらにエージェントに連れ去られて拷問を受けた後、マーテルと一緒にいたシルヴィーを見て復讐することを誓った。何だかんだあったものの、最終的には和解し、一緒に研究に励んでいる様子。
杏花（きょうか）
初登場：OPERATION：120（123話）の終わり / 登場回数：13回。『第3部』と『第18巻』に登場する。
プロフェッサー＝ワットの作った桜花シリーズ6番機。大笑い好きで関西弁でしゃべるパーフェクトサイボーグ。
薔薇花とのコンビネーション技は「通天閣（つうてんかく）クロスチョップ」。
AIの年齢設定の都合上、「橋幸夫が転がっても可笑しい」らしい。
桃花との死闘の末、彼女に惚れて結婚する。
桂花（けいか）
初登場：OPERATION：120（123話）の終わり / 登場回数：12回。『第3部』と『第18巻』に登場する。
プロフェッサー＝ワットの作った桜花シリーズ7番機のメカネ娘（メガネ＋メカ娘）。必殺技は「メガネビーム」。
恐怖の軍団が解散した後に、シルヴィーの元へ刺客として送り込まれるが、シルヴィーの元で食べさせて貰ったケーキの味と、彼女のギャグに感服してシルヴィーの弟子となる。
薔薇花（しょうびか）
初登場：OPERATION：120（123話）の終わり / 登場回数：13回。『第3部』と『第18巻』に登場する。
プロフェッサー＝ワットの作った桜花シリーズ8番機のメカ娘。
杏花とのコンビネーション技は「通天閣クロスチョップ」。
蓮花と結婚した。
タコ美（たこみ）
初登場：OPERATION：116（119話） / 登場回数：13回。『第3部』と『第18巻』に登場する。
プロフェッサー＝ワットの助手で背中にタコを背負った女性。その過去は謎に包まれている。
ワットに惚れていたが、ワットがシルヴィーと和解したことで失恋する。そのまま旅に出て、ジェダ○ナイトの任務に戻り、打倒シ○の暗黒卿を誓った。
恐怖の大王
初登場：OPERATION：122（125話） / 登場回数：6回。『第2部』と『第3部』に登場する。
1999年7月1日から21日にやってきたとびかげそっくりの大王。仮面に「大王」と書かれている。
千年前に、とびかげと一緒に予言書を書いていた。
襲来にはまだ早かったためモザイクが掛かっていたこともある（OPERATION：47にも、数コマ登場）。
ジョー・樋口 & リンダ・ハミルトン
初登場：OPERATION：17（19話） / 登場回数：？回
やられキャラ。
松沢の別の読み切り作品でもスター・システムとして登場。
スマイリー熊本（スマイリーくまもと）（清水厚男）
初登場：OPERATION：23（26話） / 登場回数：5回。『第1部』から『第3部』に登場する。
エステサロンの店長。江口夏美と仲が良い。趣味は女装で、水島を女装させる時に登場し、エステと衣装をしていく。
源時ヨシツネ（げんじ ヨシツネ）
初登場：OPERATION：31（35話） / 登場回数：8回。『第1部』『第2部』と『第18巻』に登場する。
胸が無い母（自称父）に強くなるように鍛え上げられた少年。当初は武蔵坊と共に、水島を倒して名を上げるためにパッパラ隊基地を襲撃。桜花を圧倒するほどの強さを見せるも、兵器を使うランコに敗北する。その際、ランコに胸があることに驚愕し、巨乳好きとなり、ランコに懐くようになる。
OPERATION：40以降、姿を見せなくなるが、第100話において所在が明らかとなる。そして最終話では、フィーリングが合う江口夏美と恋愛関係に陥っていた。
牧野レイ（まきの レイ）
初登場：OPERATION：37（43話） / 登場回数：9回。『第1部』と『第2部』に登場する。
牧野マイの母親。世界一の天才ドクターでもあり、パッパラ隊の専属軍医として働いている。娘のマイとは逆にクールな性格。巻に1回しか出てこない。11巻には登場せず、代わりに14巻では2回も登場した。「第3部」以降登場しなくなった。
おかま
初登場：OPERATION：81（87話） / 登場回数：3回。『第2部』と『第18巻』に登場する。
本名不明。ランコから逃げ出した水島が出会った美少女。その実体は女装している男性である。しかし幾度となく女装を強要させられてきた水島と、少女漫画家（志望）の白鳥沢には姿を見破られる。
リック & サディ
初登場：OPERATION：22（24話） / 登場回数：13回（サディは10回）。『第1部』『第2部』と『第18巻』に登場する。
アメリコ（架空の国）からパッパラ隊を視察にやって来た陸軍特戦部隊・ハイパーステューピッド。下らないアメリコンジョークを連発している。他にも数人のアメリコ兵がいる。
百合花（ゆりか） & 槿花（きんか）
初登場：FINAL OPERATION（144話） / 登場回数：1回
最終話に登場した桃花、蓮花、杏花、薔薇花、桂花の子供ロボット。誰の子供か、どうやって造ったかは不明。
水島シスターズ＋1
初登場：FINAL OPERATION（144話） / 登場回数：1回
最終話に登場した水島とランコの子供達。5人姉妹の娘達に加え、息子が一人いる。泣き虫の純也を鍛えるためにパッパラ隊へ入ったが、その後どうなったかは不明。この内、五人姉妹は『逆襲!パッパラ隊』でスットン強帝国のクーデターを起こした「5人の姉妹像」に酷似しているが、詳細は不明。
水島蘭美香（みずしま らみか）
長女。0.1秒の早撃ちに加えて、超天才スナイパーでもある。趣味は料理。
水島凛名（みずしま りんな）
次女。戦車、戦闘機、ヘリコプター、軍艦、潜水艦、スペースシャトルなど、あらゆるマシンの操縦を得意とする。趣味はバイクの改造。
水島瑠希亜（みずしま るきあ）
三女。純也とは双子の姉弟。格闘技全般が趣味で、真空破導拳、竜巻勝隆拳、覇王焼光拳などの技を得意とする。
水島恋子（みずしま れんこ）
四女。パソコンゲームが趣味で、国防省のメインコンピュータにハッキングをかけたりもしている。
水島鹿野美（みずしま ろのみ）
五女。トラップ作りが趣味で、主に大型肉食獣を狩ることを得意としている。
水島純也（みずしま すみや）
長男。三女の瑠希亜とは双子。押し花作り、あやとり、折り紙などを趣味としている。姉妹によってからかわれることも多い。泣き虫である彼を鍛えるためにパッパラ隊へ入れることになって、この漫画は終幕を迎えることになる。
ハリー松沢（ハリーまつざわ）
初登場：OPERATION：X『第3巻』（25話） / 登場回数：47回
作者、松沢夏樹をモチーフとした同一人物キャラクター。スイカをかぶり腰みのを巻いた姿で登場する。自身のカレー好きをネタにすることも多い。彼が絡むギャグは概ね自虐的な内容となっている。魔王ハリーに変身したこともある（ただし、HPは小数点以下「生卵をぶつけて倒される史上最弱の魔王」）。

### 忘れキャラ
『第1部』と『第18巻』のみに登場する人物。
アルマ・ジローニ声 - 小野功
初登場：OPERATION：5（5話） / 登場回数：5回
将軍、所属は不明。パッパラ隊とは古くから因縁があるらしく、白鳥沢曰く「昔からセコい手で我々の邪魔をするうっとうしい奴」。どんな乗り物（潜水艦含む）でもウィリーしなければ気がすまない。自称フェミニストで女性に銃を向けないが、フェミニストというよりは単なる女好きである。最後はクビになりホームレス状態になった。
アニメ版ではレギュラーキャラに昇格。
サンチョス声 - 野沢雅子
初登場：OPERATION：5（5話） / 登場回数：4回
アルマ・ジローニの部下。階級および所属は不明。常にアルマと一緒にいるが、そのせいで、いつも不幸な目に遭う。最後はアルマ・ジローニと共にクビになった。
アニメ版では、アルマ同様にレギュラーキャラに昇格。
ドラグネット
初登場：OPERATION：16（18話） / 登場回数：7回（ジンとダグは6回）
『第1部』でパッパラ隊が所属しているスットン共和国と対立している国（名称不明）に所属する特殊部隊。だが、やることは非常にセコイ。偽パッパラ隊になったこともある。
ギル
ドラグネットのリーダー。
水島の女装姿「いずみちゃん」に対抗し、「アリスちゃん」という姿に扮装（“顔に石膏を塗り上から美少女顔を描く”という荒業を使用、ただしそのせいで一回目は窒息、以後は刃物で削ることで克服）した。アニメでは宮本の両親に気に入られ、宮本家の実家の手伝いをすることになる。
偽パッパラ隊においては、水島を担当。
シャティ
ドラグネットの紅一点。メンバーの中では常識人なほうであり、ツッコミに回る傾向がある。
偽パッパラ隊においては、ラン子を担当。
カズ逆立てた金髪と灰色の顔色が特徴の男。
偽パッパラ隊においては、宮本を担当。
ジン額にバンダナを巻いた小柄な男。
偽パッパラ隊においては、轟天号を担当。
ダグ暗視眼鏡を付けたスキンヘッドの男。他の面々が活動する中ゲームをしてたり、ケーキを食べてたりする等マイペース。
偽パッパラ隊においては、白鳥沢を担当。
武蔵坊（むさしぼう）
初登場：OPERATION：31（35話） / 登場回数：4回
ヨシツネと共にパッパラ隊を襲撃した巨漢。ヨシツネの母らしいが真偽は不明。

## 逆襲!パッパラ隊
『突撃!パッパラ隊』の続編で、約200年後の物語。

### 南方独立戦団 パッパラ隊
スットン強帝国に対する反乱軍。なお、パッパラ隊基地のある島は前線警戒区域であり、南半球全体に敷かれた警戒網の一部である。反乱軍の本拠は南極地下（氷下?）に作られた地下都市となっている。
後光院イズル（ごこういん イズル）
主人公。少尉。元スットン強帝国第一皇子。本来、第一継承者だったのだが、妹ランジェに敗北したことで帝位を奪われ反逆者にされてしまい、飛行機で逃げていたところを反乱軍のパッパラ隊に拾われ、彼女らと行動を共にする。窮屈な王宮での生活よりも自由なパッパラ隊の生活の方が性に合っているらしく、現在は馴染んでいる。皇家に伝わる「不死身遺伝子」の持ち主で、通常兵器はまるで通じない頑丈な身体を持っている。帝王剣なる剣技を使い、戦闘時は日本刀一本で戦場に出る。ランジェに植えつけられたトラウマのせいで犬恐怖症。
とびかげ司令から隊長に任じられるとメキメキと頭角を現して南方戦線を奪還。少佐に昇進する。
紆余曲折を経て、世界に平和を取り戻すと皇帝に即位。反乱軍との和平を締結して共和連邦制国家「スットン連邦」に移行。初代大統領として忙しい日々を送る。
水島そら（みずしま そら）
ヒロイン。曹長。16歳。水島家二女。面食いだが、それ以上にイズルに対して庇護欲をそそられている節もあり、イズルに惚れている。また、ややファザコンの気があり、イズルに父親の面影を見ているらしい。戦闘の際は飛行ユニットを身につけ、空中戦を行う。
水島うみ（みずしま うみ）
上等兵。水島家三女。語尾に「のだ」を付ける。戦闘の際は、水中ユニットを身につけ水中戦を行う。幼いが、実力は末恐ろしい物がある。水泳、漁、鮮魚捌きなども得意とする。南極海で産湯を使ったという伝説がある。イズルを兄として、友達として慕っている。変人ぞろいのパッパラ隊にあって、その純真さはある意味一番まとも。
水島りく（みずしま りく）
少尉。水島家長女。19歳。豪胆かつ生真面目な常識人だが、その常識が一般人の感覚からズレている。かつてはアイドル歌手になりたがっていたが、一度歌うと70年も歌い続けるほど歌が長いため、母親に歌うことを禁止されていた。現在の夢は「金持ち」。歌手の夢も諦め切れていないようで、自室で歌を作ったりもしている。戦闘の際は大口径キャノン砲と多連装ミサイルランチャーがついた陸戦ユニットを身につける。その威力は、キャノン砲一撃で大型航空旗艦を撃墜するほど。
最終話では姉妹揃ってイズルの秘書として働いている。なんだかんだとイズルを気に入っていたのか「大統領（+在任経験者）は3人まで妻がもてる法案」を通そうとしていた。
とびかげ
『突撃!』から引き続き登場。パッパラ隊司令官。神出鬼没さは全く変わらない。
白鳥沢麗（しらとりざわ れい）
イズルの執事。スットン強帝国を追われたイズルと共に脱出して、パッパラ隊に拾われた。とびかげとうみの手によって一度は「タコ焼き」の具材として食べられたが復活。毒持ちに進化したりもした。ショタコンの気があり（同性愛も含む）、イズルを溺愛している。
ザコ兵士
パッパラ隊のその他大勢のオッサン達。そらの隠れファンも多く、女性にモテるイズルを敵視している。今作も相変わらず不死身の変態集団でエロに命を全て賭ける。悪と言われたら変態と言いなおすように指摘する生粋の変態。
杉野（すぎの）
ザコ兵士の一人。前作に登場した杉野と同じモヒカン姿だが、関係は不明。
おかま
ザコ兵士の一人。文字通りおかまであるが、前作に登場した宮本と外見が似ているどころか、苗字が一緒。
千々谷（ちぢや）
ザコ兵士の一人。いわゆるおたくであり、ついでにロリコン。二次元美少女、アニメ、特撮などの知識が豊富。カメラで女性の姿を激写することも多い。しかし、最終巻では（あくまで「趣味の副産物」ではあるが）コンピュータクラッキングの技能を持つエキスパートであることが明かされた。
丸山（まるやま）
ザコ兵士の一人。スットンレンジャーのピンクの股間を触ったことで、中の人が男性であると知ったショックで心臓が止まる。
水島チャーミー（最終巻では「水島ひろみ」）
少佐→少将。水島三姉妹のママ。
現在も存命中だが、普段、何をしているかは不明。夫は反乱軍最強の戦士らしく、彼女も破天荒な人物であり、共に戦場を駆けていた。関西弁で喋る。歌い始めると止まらないりくの歌を幼少の頃から止め続けてきた。歌いだしたりくの歌を50年聞いても、とびかげと同じく歳を全く取らない謎の人物。
アーミー仮面（仮）
ザコ兵士によりピンチにさらされたそら達を突如疾風のように現わて救っていったキザでハイテンションでノリ良くちょっと天然で滅茶苦茶強くて疾風のように去っていった謎の人。あくまで名前は仮であるためにまだ正式な名前が決まっていない。登場するときには名前が変わる。
魔法妖兵マジカル・アーミー
魔法の世界バトルフィールドからやって来た妖精。自称イズルのワイフで特技はみせパンアタック。
桜花（おうか）
とびかげ同様『突撃!』から引き続き登場。水島家に7代もの間、お側役ロボットとして仕えている。稼働期間を経たこともあって性格は丸くなっている。相変わらず「後光院」の名には敵意を持っているため、条件反射的にイズルを攻撃するが、その度にそらやうみに止められている。ランコを想わせるランジェを見ると完全にぶちキレる。

### スットン強帝国
後光院ランジェ（ごこういん ランジェ） / タンシオ
イズルの妹。スットン強帝国の女帝。貧乳。女帝剣と自称する剣技と「この宇宙で最も硬いデコ」を持ち、りくを追い詰める。その後、デコはイズルのチョップによって破られる。兄イズルの嫌がる顔を見るのが生きがいで、イズルから帝位を奪ったのもイズルをギャフンと言わせたかったためなど、嫌がらせを繰返していたが、実は歪んだブラコンの表現であることが判明。現在ではそのような行為はなりを潜め、過激ではあるものの、そらと同レベルないわゆる恋する乙女である。
イズルと同じく不死身遺伝子を持っていると思われていたが、終盤近くになってイズルの両親（先代皇帝夫婦）に拾われた赤の他人であり、しかも異星人という事実が判明する。この事実が判明した途端、帝国の将兵からはそっぽを向かれるなど人望という点においては最低だった。助けに来た実兄・スーロの力を利用して散々暴れまわり、文字通り「世界の敵」となる。最終決戦で一時的に邪念を取り払われたことで鎮静化するが、イズルたちからの躾け三昧な生活からドロップアウト新たな反乱軍「真パッパラ隊」を組織する。配下は元パッパラ隊を中心としたバカばっかりで「コイツらを敵と認定すること自体が恥」と判断された。だが、以後100年に渡って300余度の（バカバカしい）戦いを繰り広げたという。
ポエ＝ムー
ランジェの親衛隊隊長。巨乳。天然系の性格だが、「ハッピーうさぴょん拳」なる拳法を使いこなし、恐るべき戦闘力を誇る。しかしランジェに萌えると興奮して鼻血を勢い良く噴出する。
メル＝ヒェン
ランジェの親衛隊天才軍師兼可学者。巨乳。眼鏡をかけている。ランジェを愛する（レズより萌えに近い）あまり、ランジュを困らせる兵器を作ることも多い。
帝国戦隊スットンレンジャー（ていこくせんたいスットンレンジャー）
うみが見ていた架空の特撮の主人公達。ランジェも一時は楽しみにしており、彼女の気まぐれで対パッパラ隊対策として本当に作られた。中の人は老人。ピンクの中の人は男性。
松沢の別作品『爆裂機甲天使クロスレンジャー』とは無関係。
ヘル＝ハウンド
第九十六軍特殊作戦部隊。地獄の猟犬と恐れられるが、犬の着ぐるみを着ただけのオッサンである。しかし犬にトラウマがあるイズルにとっては効果抜群だった。パッパラ隊のザコ兵士と共にイズルを追い掛け回すが、地下道の濁った空気により濁った魂もパワーアップしてしまう。最後は妹のピンチに駆けつけたイズルによって殴り飛ばされる。
葉土蘭ヒカル（ようどらん ひかる）
スットン強帝国のスットン観光で働くエア＝バスガイド。前作に登場した葉土蘭ひかりとの関係は不明。ひかりと同じく刀マニアで、なぜかりくと意気投合。同じく刀を持つイズルを刀仲間とし、窮地を救う。
5人の姉妹
スットン強帝国を「おちゃっぴい革命」で建国した5人の少女。建国の動機は「ほんのおちゃっぴい」。イズルとランジェの先祖。現在では彼女達を称える「5人の姉妹像」が作られている。
前作の最終回に登場した水島とランコの5人の娘達に酷似しているが関係は不明。

### 最終決戦編
水島一毅（みずしま かずき）
反乱軍第一軍集団司令官で大将。三姉妹の父親で自ら前線に立つ強者。イズルがワイルドに成長した感じの容姿で分かる通り、後光院皇家とは遠い親戚である。
リヒテンラーテ＝フォン＝マーテレ
スットン強帝国軍元帥。イズルの家庭教師でもあり、頭角を現したイズルの成長を見届けんと出撃するが、パッパラ隊の行動に対応できず敗れる。実は元「しっとマスク7号」だった。
守護者・百花（ガーディアン・ひゃっか）
皇家に伝わるガーディアンロボット。強力だが作中ではランジェを「皇家とは関わりのない赤の他人」と証明した以外はイズルの身を守るだけだった。
スーロ
異星人。帝王星の帝王民族「クオニ人」の王にしてランジェ/タンシオの実兄。かなり強いが変態。宇宙の星々に眷族を送り込み、支配を広げていくというカッコウの托卵のような風習をもつ。反乱軍に追いつめられた妹を助けに現れた。